# (32127) 2000 LK12
2000 LK12 (asteroide 32127) é um asteroide da cintura principal. Possui uma excentricidade de 0.08914310 e uma inclinação de 11.95417º.
Este asteroide foi descoberto no dia 4 de junho de 2000 por LINEAR em Socorro.